# Método comparativo
El método comparativo (también llamado análisis comparativo) es un conjunto de técnicas que, de modo análogo al método científico en general, van encaminadas a la generación o refutación de hipótesis o teorías. Esto se lleva a cabo mediante el análisis de variaciones a través del estudio de semejanzas y diferencias entre dos o más casos, con el fin de establecer regularidades que, explicadas mediante covariación, o bien mediante interpretación de la diversidad, permiten establecer relaciones causales, correlaciones y generalizaciones. De aquí se deduce que, además de una función heurística (generar teorías e hipótesis), el método comparativo posee también una función de verificación de teorías o hipótesis ya existentes.
El método comparativo posee un uso muy extendido en ciencias sociales, además de ser utilizado en ciencias naturales como la fisiología comparada o la anatomía comparada, claves en el estudio de la evolución de las especies.

## En las ciencias naturales
En las ciencias naturales, se encuentra muy extendido el uso del método comparativo con fines nomotéticos (formulación de leyes), en especial en el diseño, realización y análisis de los experimentos. La comparación recae sobre propiedades o variables, con intención de establecer relaciones que puedan ser formuladas, en la medida de lo posible, en términos matemáticos. En un sentido más restringido, el uso del método comparativo en ciencias naturales va encaminado a la formulación y contrastación de hipótesis.

## En las ciencias sociales
En las ciencias sociales, las técnicas comparativas se usan a menudo con fines idiográficos o interpretativos, recayendo la comparación sobre los objetos comparados (o sobre aspectos de estos) más que sobre propiedades o variables concretas de los mismos. Sin embargo, existen también en ciencias sociales desarrollos metodológicos que permiten determinar relaciones empíricas entre variables (como en el caso de la psicología o la sociología), acompañados de la aplicación de técnicas estadísticas.

### Algunas ciencias sociales comparativas
Cuando aplicamos el método comparativo al objeto de estudio de una ciencia determinada para contrastar los distintos sistemas existentes en diversas culturas, regiones geográficas o países, surge una subdivisión o rama específica que nos provee de datos y conocimientos valiosos sobre dicho objeto, que ayudan al desarrollo de esa ciencia en cuestión.
Algunas ciencias comparativas especialmente desarrolladas son:
- Análisis cuali-cuantitativo comparado
- Derecho comparado
- Economía comparada
- Educación comparada
- Filología comparada
- Historia comparada
- Literatura comparada
- Política comparada
- Psicología comparada